# Viraje conducido

## Estilo de Esquí
Técnica basada giro por la angulación de los esquís.
Esto es gracias a la forma que presentan los esquís modernos. Se apoyará con fuerza el esquí, perpendicularmente al plano de la suela, de manera que todo el canto esté en contacto con la nieve de esta forma se curvara.
Hay que tener en cuenta que la superficie de apoyo disminuye notablemente ya que estamos apoyando solamente los cantos en la nieve de esta manera el rozamiento será mínimo y se deslizara de forma más eficiente que si apoyamos toda la suela del esquí.

## Ventajas
Nos permite un trazado preciso con los esquís en las curvas y a velocidades elevadas. Al igual que cuando se tumba efectuando un giro en motocicleta, la pérdida de velocidad es mínima. Además, el apoyo continúa siendo firme durante toda la fase de conducción del viraje y el control puede ser muy eficaz.

## Técnica
El esquí hace gran parte del trabajo sin embargo el esquiador debe seguir una serie de pautas para que el giro sea perfecto y no se derrape.
- El peso sobre los esquís debe ser más o menos igual, pero el externo al viraje debe tener algo más de presión.

- Además de permanecer en posición fundamental (Busto ligeramente hacia delante y las rodillas muy flexionadas apoyando las espinillas en la lengüeta de la bota), la rodilla externa debe dirigirse hacia el interior.

- Apoyaremos solamente los cantos de los esquís.[3]

- El peso que se aplica sobre el esquí debe ser uniforme, es decir, el pie apoyado totalmente en la bota.